# Belga (Währungseinheit)
Der Belga war von 1926 bis zum 8. Januar 1946 eine Währungseinheit des Königreichs Belgien und entsprach 5 belgischen Francs/Frank. Nachdem Belgien Ende 1925 die Lateinische Münzunion, die es mit Frankreich, der Schweiz, Italien und Griechenland verbunden hatte, im Ergebnis ständiger Abwertungen seiner Währung verlassen hatte, legte der belgische Staatsminister Emile Francqui ein Programm zur Stabilisierung des belgischen Franc auf. Eine der im Dekret vom 25. Oktober 1926 ergriffenen Maßnahmen war die Schaffung des Belga im Wert von 5 belgischen Francs/Frank. Diese neue Währungseinheit sollte den belgischen Franc am internationalen Devisenmarkt ablösen; Belgien distanzierte sich mit dem Belga auch vom französischen Franc, mit dem im Rahmen der Lateinischen Münzunion noch Parität bestanden hatte. Der Goldgehalt des Belga entsprach mit 0,209211 g Feingold dem des alten Fünffrancstücks. Der Wechselkurs zur Reichsmark lag 1930 bei 0,58 RM. Banknoten und Schatzanweisungen hatten von 1927 bis zum Ende des Zweiten Weltkrieges eine doppelte Wertangabe in „Franc“/„Frank“ und „Belga“.
Erst zwischen 1930 und 1934 wurden drei Münzen mit einer doppelten Wertangabe in „Franc“ und „Belga“ geprägt, wobei im Blickfang des Betrachters die numerisch gehaltene Francs/Frank-Angabe steht und die Belga-Inschrift untergeordnet erscheint. Es erschienen 1930 Stücke in Nickel zu 5 Francs/1 Belga und 10 Francs/2 Belga, letztere anlässlich der Hundertjahrfeier der Unabhängigkeit Belgiens, sowie 1931 großformatig zu 20 Francs/4 Belga, die aber wenig Anklang fanden und 1933 durch Silberstücke zu 20 Francs, nun ohne die Angabe „Belga“, ersetzt wurden.
Die belgische Bevölkerung hatte, wie auch die Märkte, die neue Währung nie wirklich angenommen, sondern rechnete weiterhin nur in „Francs“. Der Belga wurde deshalb mit dem Gesetzesdekret vom 8. Januar 1946 wieder aufgehoben.
Bestimmte Noten sind weiterhin bei der belgischen Nationalbank umtauschbar.